# Freren Fonteinstraat
Freren Fonteinstraat is een straat in Brugge.

## Beschrijving
Nog tijdens het leven van de heilige Franciscus van Assisi kwamen zich minderbroeders franciscanen in Brugge vestigen. Ze verbleven eerst nabij de Sint-Gilliskerk om zich na korte tijd te vestigen 'up den Braambergh'.
De monniken, ook grauwbroeders genoemd, of 'frères gris' werden in Brugge meestal 'Freren' genoemd. Dicht bij hun klooster stond een waterput of 'fontein', zoals deze putten in Brugge werden genoemd. Men noemde de plek eerst Freren bi der Fonteyne.
De straat loopt van de Braambergstraat - Predikherenstraat naar het Koningin Astridpark en de Minderbroedersstraat.
Soms vertaalde men de naam als Rue des frères Fonteine, maar de officiële naam in de Franse tijd was correct: Rue de la Fontaine des Frères.
De oorspronkelijke naam van de straat lijkt Abengysstrate te zijn geweest, naam die nog tot de 16de eeuw soms werd gebruikt. Hij verwees naar de Abengyspoort, waar verder niets over geweten is.

## Bekende bewoners
- Eugène Van Steenkiste
- Antoine van der Meersch, arts, directeur kraamkliniek
- Suzanne de Giey